# Meles leucurus
El tejón asiático (Meles leucurus) es una especie de mamífero mustélido nativo de China, Kazajistán, la península de Corea y Rusia.

## Descripción
El tejón asiático tiene un color más claro que el tejón europeo (Meles meles). Los flancos son más claros que la mitad de la espalda  y las rayas de la cara son más marrones que negros. A diferencia de las líneas faciales del tejón europeo, los de esta especie se extienden por los ojos y arriba de las orejas. La línea clara discurre a lo largo de la corona de la cabeza entre las dos líneas obscuras y es relativamente corta y angosta. Son más pequeños que sus primos europeos y tienen molares superiores relativamente más grandes.

## Subspecies
Para 2005, se habían reconocido 5 subespecies:
- Meles leucurus blanfordi (Matschie, 1907)
- Meles leucurus chinensis (Gray, 1868)
- Meles leucurus hanensis (Matschie, 1907)
- Meles leucurus leptorhynchus (Milne-Edwards, 1867)
- Meles leucurus siningensis (Matschie, 1907)
- Meles leucurus tsingtauensis (Matschie, 1907)

## Distribución
El tejón asiático tiene un amplio rango de distribución que incluye el sudeste de Rusia al este de los montes Urales, Kazajistán, Mongolia, China y Corea. La especie puede hallarse a grandes alturas (tal vez hasta los 4000 m s. n. m.) en los montes Urales, las montañas Tian Shan y la meseta del Tíbet. Los rangos de distribución de los tejones de Asia y Europa están separados en algunos lugares por el río Volga.Los tejones asiáticos prefieren los bosques caducifolios y las áreas de pastura adyacentes, pero habita también en los bosque mixtos y de coníferas, matorrales y estepa. En ocasiones se hallan en áreas suburbanas.

## Caza
La especie es cazada legalmente en China, Rusia y Mongolia, e ilegalmente en áreas protegidas en China. En Rusia la temporada de caza usualmente va de agosto a noviembre.